# Bützower See
Der Bützower See liegt nordöstlich von Bützow im Landkreis Rostock in Mittleren Mecklenburg. 

## Geschichte
In Seerandlage befand sich eine slawische Inselburg.
Bis zum 18. Jahrhundert wurde der See auch Großer See, Warnow Flusse oder Bützow’sche See genannt.

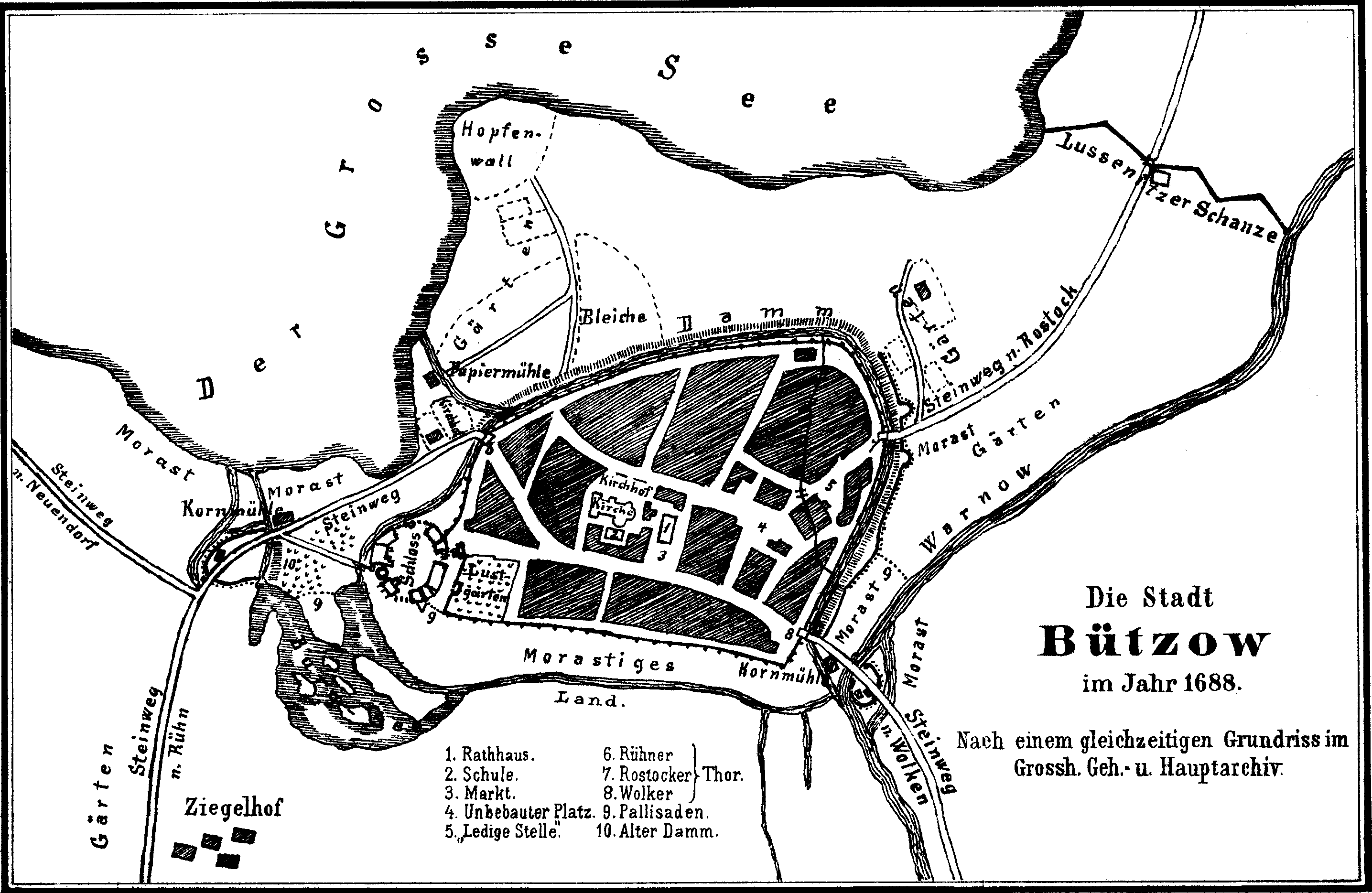

## Lage
Der Bützower See hat eine Länge von rund 1,6 Kilometern, eine Breite von 1,1 Kilometer und eine durchschnittliche Tiefe von 1,1 Metern. Durch die geringe Tiefe ist der Südteil des Sees sehr verkrautet und verschmutzt. Ein linker Seitenarm  der Warnow vor der Stadtschleuse bildet einen Zufluss in den See, der Abflussgraben in die Warnow im Norden des Sees heißt Temse. Der See ist von landwirtschaftlicher Nutzfläche im Norden und Westen und der Bebauungsfläche von Bützow (Ost- und Südseite) umgeben.

## Einrichtungen
Am Westufer des Bützower Sees befinden sich zwei Bootsvermietungen, eine DKV-Kanustation, der städtische Campingplatz und ein Kinder- und Jugendseminarhaus. 